# Riekiella nancyae
Riekiella nancyae är en tvåvingeart som beskrevs av Kelsey 1987. Riekiella nancyae ingår i släktet Riekiella och familjen fönsterflugor. Inga underarter finns listade i Catalogue of Life.